# Czynnik wzrostu
Czynnik wzrostu, czynnik wzrostowy – peptyd pobudzający inne komórki do podziału albo różnicowania, wydzielany przez niektóre typy komórek zwierzęcych.
Czynnik wzrostu działa za pośrednictwem receptorów umiejscowionych na powierzchni komórek docelowych. Jego związanie się z receptorem zapoczątkowuje wytwarzanie cząsteczek mediatorów, uczestniczących w przekazywaniu sygnału przez błonę komórkową. Znanych jest około 20 czynników wytwórczych, między innymi interleukiny.
Termin „czynnik wzrostu” jest także stosowany w odniesieniu do licznych substancji regulujących wzrost organizmu, w tym do witamin i hormonów roślinnych, na przykład auksyn.

## Przykładowe czynniki wzrostu
- VEGF (czynnik wzrostu śródbłonka naczyniowego)
- PDGF (płytkopochodny czynnik wzrostu)
- EGF (naskórkowy czynnik wzrostu lub czynnik wzrostu naskórka)
- NGF (czynnik wzrostu nerwów)
- FGF (czynnik wzrostu fibroblastów)
- TGF (transformujący czynnik wzrostu, na przykład TGF-β)